# Celosia dewevreana
Celosia dewevreana är en amarantväxtart som beskrevs av Schinz. Celosia dewevreana ingår i släktet celosior, och familjen amarantväxter. Inga underarter finns listade i Catalogue of Life.